# Georges Mattéi
Pour les articles homonymes, voir Mattei.
 (mai 2024).
Si vous disposez d'ouvrages ou d'articles de référence ou si vous connaissez des sites web de qualité traitant du thème abordé ici, merci de compléter l'article en donnant les références utiles à sa vérifiabilité et en les liant à la section « Notes et références ».
Georges Mattéi, né le 26 novembre 1933 à Paris, et mort dans la même ville le 13 décembre 2000, est un journaliste, militant, auteur et poète français.
Antimilitariste, anticolonialiste et libertaire, Georges Mattéi, dit « Jo », rejoint le front de guerre en Algérie en 1956, il revient en France pour alerter et pointer du doigt les horreurs qui s'y déroulent. Il devient par la suite un membre actif du réseau clandestin de soutien au Front de libération nationale algérien (FLN), ou réseau Jeanson. Après les accords d'Évian mettant fin à la guerre, il poursuit sa lutte et son soutien envers les populations révolutionnaires à travers le monde, tout particulièrement sur le continent sud-américain.

## Biographie

### Enfance
Georges Firmin Mathieu Mattéi naît le 26 novembre 1933 dans le 10e arrondissement de Paris. Il porte le même nom et prénoms que son père, ce qui lui vaut très vite le surnom de « Jo », afin de pouvoir les différencier. Jo grandit à la capitale, élevé par deux parents d'origine corse, son père Firmin Mathieu Georges Mattéi donc, et sa mère Toussainte Croce.
Son enfance est marquée par les réunions et manifestations communistes auxquelles participe son père. Il est également influencé par le milieu social dans lequel travaille sa mère, gérante d’un kiosque à journaux à l’hôpital de la Salpêtrière. C’est par ce biais que George joue beaucoup avec les enfants malades et handicapés de l’hôpital. Leur différence, liée à sa propre validité, le touche profondément.

### 1939-1952
Au début de la Seconde Guerre mondiale, Georges est envoyé chez un cousin de son père, André Cervix, chef de la résistance locale, à Ladoix-Serrigny en Bourgogne. Très vite, il le considère comme un oncle. Là-bas, il lit Le Feu d'Henri Barbusse, poilu durant la Première Guerre mondiale, texte tiré des carnets de guerre du même auteur. Durant cette période, Georges est également témoin de la mort, des cadavres de soldats français, mais aussi d'actions clandestines.
Entre 1943 et 1944, au sein du village, il est également témoin de la chasse aux résistants, des voisins pétainistes qui dénoncent d'autres habitants et des soldats nazis qui assassinent les personnes dénoncées.
Après la libération, Georges Mattéi reprend le cours de sa jeunesse, marquée par la guerre, au quartier latin de Paris. Il fluctue difficilement entre plusieurs établissements scolaires. Il se passionne pour la poésie, le peu d'argent qu'il gagne à cette époque sera dépensé dans la littérature. Georges fait du rugby, il est bagarreur, participe à beaucoup de manifestations. Il échoue au baccalauréat en 1952.

### Service militaire et guerre d'Algérie
En 1953, Georges devient « engagé volontaire par devancement d'appel » (EVDA) et sert dans l'infanterie.
Il y reste 15 mois avant de revenir à la vie civile. Il n'apprécie pas du tout son expérience à l'armée. Il en revient néanmoins avec des compétences techniques et militaires applaudies par certains de ses supérieurs, mais aussi un état d'esprit anticolonialiste et antimilitariste prononcé.
En 1956, le gouvernement de Guy Mollet décide de mobiliser les rappelés en Algérie. Georges Mattéi en fait partie et apprend la nouvelle alors qu’il est à Rome en Italie, souhaitant alors davantage voyager et découvrir le monde. Il se présente à la caserne d'Évreux avec des centaines d'autres rappelés de son âge, qui, comme lui, sont très sceptiques à l'idée d'aller combattre en Algérie, méfiance liée également aux vues des circonstances sociales et économiques de chacun dans la vie civile. Ce doute ambiant, ainsi qu'un profond rejet de l'autorité, fait naître une des premières insurrection de rappelés refusant d'aller en Algérie. Georges, accompagné de plusieurs centaines d'autres jeunes de la caserne s'enfuient. Une courte cavale s'ensuit, qui va même jusqu'à un épisode d'affrontement entre rappelés et gendarmes mobiles, à coups de poing et de jets de projectiles. La rébellion s'arrête là.
Fin juin 1956, Georges Mattéi arrive à Alger. Il est affecté à la première compagnie du 27e bataillon de chasseurs alpins, en Kabylie, une région au nord de l'Algérie. Très vite, Georges est confronté à la violence qui règne sur place, à la mort, mais aussi à la torture, barbare et systémique, pratiquée par l'armée française.
En décembre 1956, Georges rentre en France, profondément traumatisé par ce qu'il a vécu. Il reçoit la médaille commémorative des opérations de maintien de l'ordre en Afrique du Nord.

### Premiers écrits et témoignages
En 1957, Georges rencontre Jean-Paul Sartre. À l'origine, il est question d'une pièce de théâtre, que Georges et son ami Gérard Chaliand souhaitent monter, ils viennent donc recueillir les conseils et le soutien d'un auteur qu'ils admirent tous deux beaucoup. Mais quand Georges relate à Jean-Paul Sartre son expérience de l'Algérie, celui-ci lui indique que c'est sur ce sujet qu'il faut écrire. Il somme Georges de témoigner au plus vite.
La même année paraît donc Jours Kabyles, par Georges Mattéi. Son récit est publié dans Les Temps Modernes, revue politique créée par Jean-Paul Sartre et Simone de Beauvoir après la seconde guerre mondiale. Jours Kabyles est un des premiers et rares témoignages de la guerre d'Algérie en tant que rappelés. Pour introduire le texte, la revue écrit ceci : « [...] Le texte original comportait tous les noms des officiers, sous-officiers et soldats mis en cause. Comme il n'est pas d'usage de publier de telles précisions, nous les avons rayées. Mais comme les faits rapportés sont d'une gravité exceptionnelle, nous avons adressé un exemplaire du texte intégral à la Commission de sauvegarde des droits et libertés.[...] ». Au cours des deux années suivantes, Georges Mattéi continue d'écrire et de rassembler des témoignages d'anciens combattants afin d'attirer l'attention de l'opinion public et de l'Etat.
Le 21 septembre 1958 est créée la Fédération nationale des anciens combattants d'Algérie (FNACA), Georges en est l'un des secrétaires généraux.
En 1959, il est contacté par Jacques Vergès, avocat, et membre du collectif des avocats du Front de libération nationale (FLN). Il demande à Georges de venir témoigner en tant qu'ancien combattant, au cours du procès portant sur la tentative d’assassinat contre Jacques Soustelle, ministre de l'information du général de Gaulle, ancien gouverneur général d'Algérie, perpétrée par Mouloud Ouraghi, membre du Front de libération nationale, le 15 septembre 1958. Avant le témoignage de George Mattéi, le président du tribunal rappelle que ce dernier, à l’image de beaucoup d’anciens d’Algérie, écrit afin de salir l’image de l’armée française. Il dit : « Connaissez-vous la qualité de ces témoins ? Ce sont les dirigeants de la Fédération des rappelés d'Algérie, […]. Vous connaissez le nombre considérable de brochures défaitistes qui ont été publiées dans cette presse. ». Durant toute l’audience, Georges Mattéi se voit plusieurs fois couper la parole et les faits qu'il relate sont minimisés par le président.
Après son témoignage, la FNACA fait un communiqué indiquant qu'ils se dissocient du témoignage de Georges. Plus tard, Georges quitte l'association.

### Le réseau Jeanson et Henri Curiel (1959-1962)
En mars 1959, Georges Mattéi rencontre Francis Jeanson et sa compagne Hélène Cuénat. En 1957, Francis Jeanson a créé le réseau Jeanson, dont les principales missions sont le soutien financier au FLN, l'approvisionnement en faux papiers pour les ressortissants algériens en France ou Europe, l'aide au passage clandestin de différentes frontières en Europe. Francis propose à Georges de rejoindre son réseau, ce qu'il accepte.
Les premières missions de Georges sont d'abord liées au transport et à la distribution du journal Vérité pour, un bulletin d'information clandestin.
Georges Mattéi finit par rencontrer Henri Curiel, apatride, clandestin aguerri, créateur d'un tout nouveau réseau de soutien au FLN, avant de s'associer avec lui.
Georges commence ses premières missions en tant que passeur de frontières, il s'occupe également du transport des cotisations clandestines au FLN, des valises pleines d'argent.
En janvier 1960, le réseau Jeanson subit une forte vague d'arrestations multiples, ce qui paralyse l'organisation.
Georges poursuit et intensifie ses missions au sein du réseau Curiel. Le réseau diversifie ses missions, il faut maintenant organiser l'hébergement d'Algériens clandestins. Au cours de l'année 1960, plusieurs arrestations ont lieu au sein du réseau Curiel, dont celle d'Henri Curiel. Georges maintient au mieux les activités du réseau, tout en formant de nouvelles recrues.
C'est aussi au cours de cette année que Georges est approché par un Cubain, Harold Gramatges, porte-parole et ambassadeur du régime révolutionnaire de Fidel Castro. Georges organise une rencontre avec Harold Gramatges et des représentants du FLN, l'ambassadeur lui confiant qu'il ne trouve aucun soutien politique en France, pas même au sein du Parti communiste.
En juillet 1961, Georges Mattéi se rend à Cuba. Là-bas, il rencontre John William Cooke et Fidel Castro.
De retour en France, Georges participe à la création du journal Partisans, accompagné de François Maspero et Jean-Louis Hurst.
C'est aussi au cours de l'année 1961 que paraît Disponibles, roman qu'il a écrit et qui donne à réfléchir sur les rappelés de la guerre d'Algérie.
Le 17 octobre 1961, Georges Mattéi est à Paris lorsque des dizaines de milliers d'Algériens manifestent contre le couvre-feu leur étant imposé. La police, dirigée par Maurice Papon, commet une sanglante répression envers les manifestants pacifiques. Georges est témoin des violences, des coups de feu et du sang,.
À la fin de l'année 1961 et au début de 1962, les attentats de l'Organisation de l'armée secrète (OAS), groupuscule d'extrême droite créé en février 1961, se multiplient. Ceux-ci visent notamment les groupes et responsables des groupes de soutien au FLN. À la suite de plusieurs attentats et tentatives d'assassinats perpétrées sur des membres et anciens membres des réseaux Jeanson, Curiel et Nizan, Georges Mattéi forme plusieurs membres du groupe Nizan à l'autodéfense et au maniement des armes. On propose également à Georges Mattéi de participer à l'organisation d'un attentat visant Maurice Papon, ce qu'il refuse.
Le 18 mars 1962, les accords d'Évian sont votés, l'Algérie devient indépendante et la guerre se termine.
Georges Mattéi poursuit son travail de rédaction pour le journal Partisans. En décembre, il se rend en Algérie, afin d'être témoin de l'indépendance de celle-ci.

### En Amérique latine: militantisme et vie clandestine (1963-1981)
En 1963, Georges fait la rencontre d’Adolfo Kaminsky, un faussaire de réputation internationale et soutien actif du Front de libération nationale. Les deux hommes se rendent compte qu’ils ont beaucoup travaillé ensemble, sans le savoir, par le biais d’intermédiaires et d’agents de liaison durant la guerre d'Algérie. Une amitié immédiate se crée entre eux. Adolfo s'engage à travailler pour Georges, et fabrique dorénavant des faux papiers pour de nombreux pays d'Amérique latine.
Pendant les années qui suivent, Georges Mattéi se rend au Brésil, à Cuba et en République dominicaine. Il conseille et soutient de nombreux révolutionnaires locaux et y distribue de nombreux faux papiers.
En 1966, Georges écrit pour les éditions Cujas. Il participe notamment à l'édition de récits et d'écrits de penseurs et personnalités révolutionnaires, d'Amérique latine et d'Afrique, en fondant la collection « Hommes et Idées du Tiers-Monde ».
En février 1967, Jo participe à la création des Comités Viêt Nam de base (CVB). Au cours de cette période, il prend part à des manifestations contre la guerre américaine au Viêt Nam. Il participe, également, à l'activité clandestine du mouvement « Liberté » dont Jean-Louis Peninou, chargé des relations internationales de l'UNEF, est l'un des animateurs. « Liberté » prend en charge les déserteurs. Il organise les désertions et hébergements des soldats américains.
Au cours des années suivantes, Georges Mattéi poursuit son soutien, physique comme matériel, auprès de différentes personnalités politiques et révolutionnaires du continent sud-américain. Par son biais, beaucoup d'entre eux font la rencontre de différents représentants de partis politiques français, ainsi que de différents intellectuels et intellectuelles, dont Jean-Paul Sartre et Simone de Beauvoir.
Le 10 janvier 1970, Georges Mattéi, accompagné de Marguerite Duras, Maurice Clavel, Jean Genet, et plusieurs centaines d'autres militants, dressent le siège devant le Conseil national du patronat français.
En avril, Georges est au Venezuela pour réaliser un film sur les guérilleros locaux. Il rencontre Douglas Bravo. Il fait projeter le film en Argentine, en 1973. Cette même année, Georges Mattéi organise la fuite de Gonzalo Perez Cuevas, aussi appelé El Social, un révolutionnaire de Saint-Domingue qui se voit contraint de fuir le sud de l'Amérique latine.
En 1977, Georges fait la rencontre d'Ana Guadalupe Martinez, une révolutionnaire salvadorienne de 25 ans, exilée et blessée après sept mois d'incarcération et de torture au Salvador. Georges lui fait passer la frontière française. La même année, à Paris, Georges Mattéi, Ana Guadalupe Martinez, Gonzalo Perez Cuevas ainsi que Douglas Bravo se retrouvent avec pour idée de créer un courant révolutionnaire international. Cependant, ce projet n'aboutit pas, malgré les liens et réseaux déjà en place entre ces différentes nations qui continueront de fonctionner plus tard.
Le 9 juin 1980, après qu'un mandat d'arrêt a été délivré contre lui, Georges échappe à des policiers venus l'interpeller à son domicile. Ces derniers fouillent l'appartement, cherchent des armes ainsi que des faux papiers, mais ne trouvent rien. Plus tard, à une autre adresse de Georges, ils trouvent un pistolet automatique. En septembre, des policiers de la Direction de la Surveillance du territoire (DST) arrêtent Georges à Paris. N'est retenu contre lui que le chef d'accusation de détention d'arme sans autorisation, il ne fait l'objet d'aucune condamnation.
Dans l'édition du 30 mars 1981, Georges Mattéi écrit pour le journal Politique Hebdo un article traitant du Salvador. Il y dénonce l'omniprésence de l'administration et de l'armée américaine de Ronald Reagan.

### Fin de vie et entretien de la mémoire
Le 17 octobre 1981, 20 ans après la répression sanglante de la police à l'égard des manifestants algériens contre le couvre-feu, le journaliste français Marcel Trillat réalise pour Antenne 2 un reportage sur le sujet. Georges témoigne de ce qu'il a vu ce jour-là. C'est la première fois que la version officielle, fournie par la préfecture de police, est remise en question à la télévision française.
En 1982 parait sont roman La Guerre des Gusses, consacré à la guerre d'Algérie. En mars de cette année, Georges participe, accompagné de Guy Devart, à la réalisation d'un reportage se concentrant sur les anciens combattants de la guerre.
En 1985, Georges Mattéi rencontre Jean-Luc Einaudi, journaliste, historien et auteur. C'est Georges qui l'invite à s'intéresser à la journée du 17 octobre 1961.
Georges Mattéi continue, durant les deux décennies qui suivent, à faire vivre la mémoire de la guerre d'Algérie. Il est l'auteur de plusieurs dépêches et articles de journaux. Il continue son parcours dans la fiction, en maintenant l'Algérie en toile de fond. En 1992 paraît L'Homme à l'oreille coupée. Il écrit plusieurs autres fictions comme des romans, des pièces de théâtre ainsi que des poèmes, qui ne seront jamais publiés.
Georges Mattéi meurt le 13 décembre 2000, à l'hôpital de la Pitié-Salpêtrière, à Paris. Il repose au cimetière Montparnasse.